# Harvey Korman
Harvey Korman était un acteur, réalisateur, humoriste et producteur américain né le 15 février 1927 à Chicago, Illinois (États-Unis) et mort d'un anévrisme de l'aorte abdominale le 29 mai 2008 à Los Angeles, à l'âge de 81 ans.

## Filmographie

### Comme acteur
- 1961 : Living Venus : Ken Carter
- 1962 :  Gypsy, Vénus de Broadway (Gypsy)  : Press Agent
- 1963 : Après lui, le déluge (Son of Flubber) de Robert Stevenson : Husband in Commercial
- 1965 : The Adventures of Gallegher (série télévisée) : Brownie
- 1965 : The Further Adventures of Gallegher (série télévisée) : Brownie
- 1966 : Lord Love a Duck : Weldon Emmett
- 1966 : Alice in Wonderland or What's a Nice Kid Like You Doing in a Place Like This? (en) (TV) : The Mad Hatter
- 1966 : The Last of the Secret Agents? (en) : German Colonel
- 1966 : The Man Called Flintstone (en) : Chief Mountmore / Green Goose / Triple X / Additional Voices (voix)
- 1967 : Three Bites of the Apple : Harvey Tomlinson
- 1968 : Don't Just Stand There : Merriman Dudley
- 1968 : Les Mystères de l'Ouest (The Wild Wild West), (série TV) - Saison 4 épisode 1, La Nuit du Kinétoscope (The Night of the Big Blackmail), de Irving J. Moore : Baron Hinterstoisser
- 1969 : Folies d'avril (The April Fools) : Matt Benson
- 1969 : Three's a Crowd (TV) : Doctor Pike
- 1970 : The Carol Burnett Show in London (TV) : Various Characters
- 1971 : Suddenly Single (TV) : Conrad
- 1974 : Le shérif est en prison (Blazing Saddles) : Hedley Lamarr
- 1974 : Huckleberry Finn : The King
- 1976 : The Love Boat (TV) : Willard
- 1977 : Le Grand frisson (High Anxiety) : Dr Charles Montague
- 1978 : Snavely (TV) : Henry Snavely
- 1978 : Bud and Lou (TV) : Bud Abbott
- 1978 : Au temps de la guerre des étoiles (The 'Star Wars' Holiday Special) (TV) : Krelman / Chef Gormaanda / Amorphian instructor
- 1978 : The John Davidson Christmas Show (TV)
- 1979 : Americathon (en) de Neal Israel : Monty Rushmore
- 1980 : The Tim Conway Show (série télévisée)
- 1980 : La Coccinelle à Mexico (Herbie Goes Bananas) : Captain Blythe
- 1980 : First Family (en) : U.N. Ambassador Spender
- 1981 : La Folle Histoire du monde (History of the World: Part I) : Count de Monet
- 1982 : Eunice (TV) : Ed
- 1982 : À la recherche de la panthère rose (Trail of the Pink Panther) : Prof. Auguste Balls
- 1983 : The Invisible Woman (TV) : Carlisle Edwards
- 1983 : L'Héritier de la panthère rose (Curse of the Pink Panther) : Prof. Auguste Balls
- 1983 : Carpool (TV) : Wendell Brooks
- 1984 : Gone Are the Dayes (en) (TV) : Charlie Mitchell
- 1985 : Rodney Dangerfield Exposed (TV) : Several
- 1985 : Alice au pays des merveilles (Alice in Wonderland) (TV) : Le Roi Blanc
- 1986 : Les Bons tuyaux (en) (The Longshot) : Lou
- 1986 : Leo & Liz in Beverly Hills (en) (série télévisée) : Leo Green
- 1987 : Munchies (en) : Cecil Watterman / Simon Watterman
- 1988 : Auto-école en folie (Crash Course) (TV) : Abner Fraser
- 1989 : The Nutt House (série télévisée) : Reginald Tarkington
- 1993 : Betrayal of the Dove (en) : Sid
- 1993 : Based on an Untrue Story (TV) : Dr Meir
- 1994 : La Famille Pierrafeu (The Flintstones) : Dictaplume (voix)
- 1994 : Radioland Murders : Jules Cogley
- 1995 : Dracula mort et heureux de l'être (Dracula: Dead and Loving It) : Dr Jack Seward
- 1996 : La Course au jouet (Jingle All the Way) de Brian Levant : President
- 1998 : La Légende de Brisby (The Secret of NIMH 2: Timmy to the Rescue) (vidéo) : Floyd (voix)
- 1999 : Baby Huey's Great Easter Adventure (en) (vidéo)
- 1999 : Gideon (en) : Jacob Titleman
- 2000 : Les Pierrafeu à Rock Vegas (The Flintstones in Viva Rock Vegas) : Colonel Slaghoople
- 2001 : The Ruby Princess Runs Away (voix)

### Comme réalisateur
- 1971 : The New Dick Van Dyke Show (en) (série télévisée)
- 1978 : The Harvey Korman Show (série télévisée)
- 1987 : Carol, Carl, Whoopi and Robin (TV)

### Comme producteur
- 1978 : The Harvey Korman Show (série télévisée)
- 1983 : Mama's Family (série télévisée)